# Palladium (Malmö)
Palladium är en kulturbyggnad i Malmö, belägen på Södergatan 15 mellan Stortorget och Gustav Adolfs torg, invigd år 1920. 

## Historik
Palladium byggdes från början för teater och film, och har under åren 1920-96 mestadels fungerat som biograf. Fabrikören Gustaf Löfberg hade planerat att bygga en glas- och porslinsfabrik på den centralt belägna tomtmarken, men i stället beslöt han sig för att följa samtidens trender med vågen av biografteatrar och lät bygga Palladium. Byggnaden ritades av den blivande stadsarkitekten i Malmö, August Stoltz och interiören var inspirerad av biografen Palladium i Stockholm med utsmyckningar av August Unger från Berlin och monumentala takmålningar av Edmund Stoltz i salongen, föreställande "Forntid", "Medeltid", "Nutid" och "De sköna konsterna" i valvgångarna av mörkbrun ekpanel.  
När byggnaden stod klar 1920 innehöll den förutom biograf och glas. och Löfbergs glas- och porslinsbutik, konditori, restaurang, festvåning, bageri, reklamateljé och kontor. Med sina 1044 sittplatser på parkett och balkong, Kungaloge för 20 personer, eleganta sidosalonger, orkesterdike, foajégolv och -väggar av marmor, stora kristallkronor och guldfoajé med stor äkta persisk matta var den – jämte Scania som invigdes 1925 – Malmös främsta premiärbiograf. År 1954 utrustades den med Sveriges då största filmduk, Cinemascope, och stereoljud.  
Palladium ingick i familjen Löfbergs koncern Göta Film som fram till 1973 drev sammanlagt nio biografer i Malmö och Lund, bl.a. Capitol, som byggdes på baksidan av Palladium med entré från Södergatan genom parallell-gången. 1973 tog Svensk Filmindustri över verksamheten i Göta Film. SF drev Palladium t.o.m 1996, då filmen Jerusalem av Bille August blev den sista filmen att visas i biograferan. Därefter hyste lokalen diverse gästspel, bl.a. satte Claus Schmidt från Slagthuset upp ett flertal föreställningar 1996-2001 som Gröna Hissen och Lilla Fransyskan med bl.a. Eva Rydberg och Sven Melander. 
Palladium var redan vid bygget planerat att även fungera som konsertlokal och gästades de första åren kontinuerligt av symfoniorkestrar från bl.a. Tyskland. Här har även artister som komikerparet Helan och Halvan,  operasångaren Jussi Björling, Alice Babs uppträtt liksom teatergästspel från London med mera. Före 1944 (när Malmö stadsteater/Malmö Opera öppnades) hölls konserter med Malmö symfoniorkester i lokalen, som på så sätt var en föregångare till Malmö konserthus . 1983 slog Carola Häggkvist omtalat igenom här i Melodifestivalen med låten ”Främling” och år 2008 firade hon här sitt 25-årsjubileum som artist. 2023 avtäcktes en minnesplatta i foajén i samband med 40-årsjubileet. År 2002 tog Region Skåne initiativ till en renovering och ombyggnad till en modern dans- och musikscen med 240-500 sittplatser.

## Nuvarande verksamhet
Den 14 februari 2004 återinvigdes Palladium som scen för gästspel inom framför allt musik och modern dans i Region Skånes regi och med länsmusiken Musik i Syd samt dansarrangören Dansstationen som verksamhetsansvariga. Dessa har även bland annat kontor och dansstudio i samma byggnad. Palladium är en av Musik i Syds huvudscener i Skåne. Sedan starten har ett stort antal konserter och dans-evenemang inom olika genrer ägt rum här. Palladium har fortfarande kvar i stort sett all sin originalinredning sedan husets uppförande, som t.ex. ett flertal specialbeställda kristallkronor. Sevärd är också det som kallas Guldfoajén, med sidentapeter, som ursprungligen var foajé för de som hade sin plats på balkongen.
År 2004 belönades Palladium med Malmö Stads stadsbyggnadspris i klassen "Ombyggnad och renovering".

## Dansstationen
Dansstationen är, vid sidan av Dansens hus i Stockholm, Sveriges största fristående scen för svenska och internationella gästspel av samtida dans och drivs av en ideell förening. Verksamheten utvecklades ur den liturgiska Dansgruppen DIGT (Dans i Guds Tjänst), som bildades i Stockholm 1988 av dansarna Lars Eidevall, Gunnel Erlander och teaterproducenten Torsten Schenlaer, bedrev turnéverksamhet i svenska kyrkor och slog sig ned i Skåne i samverkan med Lunds Stifts Kyrkospel. År 1991 blev DIGT en av huvudparterna att bedriva teater- och dansverksamheten i det nya Dans & Teaterhuset Fakiren i Malmö och presenterade egna och gästspelande produktioner, samt den årligt återkommande festivalen Dansdagar. År 1996 bytte scenen namn till Dansstationen med fokus på scenisk dans för barn, unga och vuxna. År 2004 flyttade Dansstationens verksamhet till Palladium och har sedan dess bedrivit verksamheten där under Lars Eidevalls chefskap.
År 1997 startade barn- och ungdomsdansfestivalen Salto!, som i februari varje år arrangerar omfattande dansaktiviteter och föreställningar för och med cirka 15 000 barn och unga i Skåne. Det är numera en av Europas största dansfestivaler för barn och unga. År 1999 startade Dansstationens eget Turnékompani med årliga omfattande turnéer med egna produktioner i hela Skåne. Man har även gästspelat i andra delar av Sverige och ett stort antal andra länder.
För sitt arbete med barn och unga tilldelades Dansstationen år 2012 utmärkelsen Region Skånes kulturpalett.